# Francisco Manuel Raposo Bicudo Correia
Francisco Manuel Raposo Bicudo Correia (Ribeira Grande, 3 de Janeiro de 1829 — Ponta Delgada, 10 de Maio de 1886) foi um advogado, publicista e professor liceal que se destacou pela sua acção política, tendo exercido diversos mandatos como deputado às Cortes. Foi genro de Eusébio Dias Poças Falcão e seu seguidor na actividade política.

## Biografia
Formou-se bacharel em Direito pela Faculdade de Direito da Universidade de Coimbra no ano de 1854. Dedicou-se ao jornalismo político e foi um respeitado polemista. Redigiu e dirigiu os periódicos Gazeta do Povo (1867-1869), Correio Michaelense (1878-1889) e a Vontade do Povo (1882). Foi fundador do periódico autonomista Povo Açoreano (1886).
Foi professor do Liceu de Ponta Delgada de 1863 até falecer, sendo seu reitor em 1886.
Foi militante e dirigente do Partido Progressista, partido pelo qual foi eleito deputado pelo círculo eleitoral da Ribeira Grande, em 1861, 1864, 1865, 1870 e 1871, e pelo de Ponta Delgada, em 1868.
Em 1881 foi eleito vogal da Junta Geral do Distrito de Ponta Delgada.